# Mademoiselle Béatrice
Pour plus de détails, voir Fiche technique et Distribution.
Mademoiselle Béatrice est un film français de Max de Vaucorbeil sorti sous l'occupation en 1943.

## Fiche technique
- Réalisation : Max de Vaucorbeil assisté de Raoul André
- Scénario et dialogue : Roger Ferdinand
- Photographie : René Gaveau
- Montage : Raymond Lamy
- Musique : Georges van Parys
- Production : Société Nouvelle des Établissements Gaumont
- Pays :  France
- Format : Son mono - Noir et blanc - 35 mm  - 1,37:1
- Durée : 93 minutes
- Genre : Comédie
- Date de sortie : 
  - France - 19 mai 1943
- Affiche : Roger Cartier (France)

## Distribution
- Gaby Morlay : Béatrice
- André Luguet : Hubert de Sainte-Croix
- Louise Carletti : Jeanette
- Pierre Bertin : Archange
- Jimmy Gaillard : Christian Bergas
- Jacques Baumer : Maître Bergas
- Germaine Charley : Madame de Malempré
- Marguerite Deval : La vieille dame du banc
- Louis Salou : Maurin-Gautier
- Jean Périer : Le vieux monsieur du banc
- Jean Bobillot : Le jeune camarade
- Gabrielle Fontan : Angèle
- Génia Vaury : Madame Philippon
- Noëlle Norman : Virginie de Malempré
- Sinoël : Dagobert